# Arthur Adams (cantante)
Arthur Adams (nacido el 25 de diciembre de 1943) es un guitarrista de blues estadounidense de Medon, Tennessee. Inspirado por B. B. King y otros artistas de la década de 1950, tocó música gospel antes de asistir a la universidad. Se mudó a Los Ángeles y durante las décadas de 1960 y 1970 lanzó álbumes en solitario y trabajó como músico de sesión. En 1985 fue elegido para una gira en el bajo con Nina Simone,  y regresó en la década de 1990 cuando lanzó Back on Track, y se convirtió en un respetado músico de blues de Chicago y líder de banda en los clubes de BB King.
Fue un compositor prolífico,  con un estilo de blues que incorpora una variedad de géneros y un vocalista con un sonido funky impulsado por el soul, es conocido por su colaboración con muchos miembros de la élite del blues y continúa actuando hasta la fecha.

## Primeros años de vida
Nació el 25 de diciembre de 1943 en Medon, Tennessee.  A la edad de seis años cantó en el coro de la iglesia,  pero no comenzó a tocar la guitarra hasta que fue un adolescente. A mediados de la década de 1950, aprendió a tocar el instrumento de su madre, copiando las posiciones de sus dedos.   Se inspiró en artistas como B. B. King, Howard Carroll de Dixie Hummingbirds,   Elmore James y Muddy Waters, a los que escuchaba en la radio. 
Formó un grupo con sus primos, llamado Gospel Travelers,  que realizó una gira por Tennessee y Arkansas.  El grupo se disolvió cuando se mudó a Tennessee para asistir a la Universidad Estatal,  donde estudió música y tocó en la banda residente de jazz y blues de la escuela. 

## Carrera profesional
Comenzó a tocar blues profesionalmente en un bar de estudiantes local llamado Club Baron. Realizó una gira con la banda de Gene Allison  como corista.  Allison tuvo éxito en 1957 con You Can Make It If You Try en el sello Vee-Jay. Adams quedó varado por Allison en Dallas después de una gira.  Permaneció allí desde febrero de 1959 hasta abril de 1964, trabajando en clubes nocturnos locales, incluidos el Clubhouse y el Empire Room, tocando con Lightnin' Hopkins, Chuck Berry, Elmore James y Lowell Fulson. En una ocasión, Adams apoyó a Buddy Guy.   El saxofonista tenor Jimmy Beck, que tuvo un disco exitoso, el instrumental "Pipe Dream" (en el sello Champion Records), contrató a Arthur en 1959.  Durante el comienzo de su carrera, tocó gospel y blues. 
A principios de la década de 1960, produjo varios sencillos, entre ellos If It Ain't One Thing It's Another / Willin' To Die en Jamie Records, con sede en Filadelfia, que fue producido en Dallas por Al Klein, quien más tarde se convertiría en un representante de Motown. 
En el sello discográfico Dutchess, lanzó I Had A Dream en 1961.  También lanzó The Same Thing / Tend To Your Business en el sello Valdot, propiedad del compositor de Nashville, Ted Jarrett. 
En algunos de los discos de Adams, hasta finales de la década de 1960, se le acreditaba como Arthur K. Adams; la "K" era un recurso de marketing, sin ningún significado particular. Fue idea del promotor y cantante Scotty McKay (Max Karl Lipscomb). 
En 1964, Adams se mudó a Los Ángeles, California, después de que un DJ en Fort Worth recomendara a Adams como músico de sesión para Vee-Jay Records. Aunque grabó una sesión, nunca fue publicada.  Ese mismo año, comenzó a trabajar como músico de sesión a tiempo completo, trabajando con Quincy Jones y grabando sencillos para los famosos Bihari Brothers (en el sello Kent Records) y para Hugh Masekela en el sello Chisa.  La medida fue lucrativa para Adams, quien no solo se hizo un nombre en los clubes, sino que también se convirtió en un prolífico músico de estudio, contribuyendo a películas y bandas sonoras, tocando en cientos de sesiones con artistas que iban desde Lou Rawls hasta Henry Mancini. 
Produjo música blues y soul en el sello Modern,  y con Edna Wright (más tarde cantante principal de Honey Cone), cantó un dúo llamado "Let's Get Together", usando el nombre Arthur & Mary.  Por recomendación de Bobby Womack, Adams apareció en la banda de la casa para un programa de televisión presentado por el tackle defensivo de la NFL Rosey Grier, quien también era cantante. Esto lo llevó a seguir trabajando en el estudio en Los Ángeles; tocó en grabaciones de los Jackson 5, Henry Mancini, Lou Rawls, Willie Hutch, Sonny Bono, Nancy Wilson, Kim Weston, the Ballads (en su sencillo de 1968 "God Bless Our Love"), Sonny Charles & the Checkmates, Ltd. (en el sencillo de 1969 " Black Pearl ", producido por Phil Spector), y otros.  En 1967, Adams realizó un cameo para la película hecha para televisión, The Outsider, protagonizada por Darren McGavin, interpretando una interpretación de "She Drives Me Out of My Mind",  luego se estrenó en los hermanos Bihari. Sello Discos Modernos. 
A finales de los años 1960 grabó varios discos de Rhythm and blues con miembros de The Crusaders, coproducidos por Stewart Levine.  En 1969 lanzó el sencillo "It's Private Tonight" en el sello Chisa Records, distribuido por Motown.  Luego se unió a Blue Thumb Records de Bob Krasnow y lanzó su álbum debut en 1972, It's Private Tonight .  Fue coproducida por Bonnie Raitt y Tommy LiPuma .  Esto contó con artistas como el teclista de The Crusaders, Joe Sample, y el saxista Wilton Felder.  Por el contrario, Adams tocó en muchos de los LP de jazz y funk de 1970 de los Crusaders, incluidos The Crusaders 1, The Second Crusade, Unsung Heroes, Esos Southern Knights y Free As the Wind .  En febrero de 1972, grabó un álbum en vivo con el organista Jimmy Smith, que fue lanzado como Root Down ese mismo año y se convirtió en uno de sus álbumes más aclamados.
Lanzó cuatro álbumes más durante la década.  El estilo de Adams se volvió progresivamente más orientado al funk, con el lanzamiento de tres álbumes más, Home Brew (1975, Fantasy Records), Midnight Serenade (el seguimiento, también Fantasy Records) y I Love Love Love My Lady en A&M.  También coescribió "Truckload of Lovin'" con Jimmy Lewis, que fue la canción homónima del álbum Utopia Records de 1976 de Albert King. 
A finales de la década de 1970, Adams cambió de estilo y tocó soul.  En 1981 tuvo un éxito sorpresa llamado "You Got the Floor", que alcanzó el número 1 en la lista disco del Reino Unido ese año y el 38 en la lista de sencillos del Reino Unido. De hecho, en el Reino Unido fue el sencillo de 12" lanzado en discos RCA el que lo recordará. También grabó más álbumes en solitario, pero en la década de 1980 volvió a sus raíces de blues,  trabajando ocasionalmente como guitarrista de sesión para varios grupos.  Después de cansarse del trabajo de sesión,  en 1985 Adams se convirtió en el bajista de Nina Simone en su gira europea de 1995, además de grabar y contribuir con canciones para el álbum Nina's Back. 
En 1986, grabó una sesión para un comercial de Church's Fried Chicken, con el arpista Chris Smith.  En 1987, Adams estaba al frente de su propia banda de blues y nuevamente tocaba en vivo.  Escribió dos canciones, que aparecieron en el álbum de BB King de 1992 , There Always One More Time.  Adams se convirtió en líder de banda en el club de blues de B. B. King en Los Ángeles,   actuando a menudo con el baterista James Gadson. 
Adams grabó una versión del clásico soul de Ann Peebles "I Can't Stand the Rain" para la película Town And Country.  Actuó en el St. Louis Blues Heritage Festival en agosto de 1997 y en noviembre en el Utrecht Blues Estafette en los Países Bajos. 
En 1999, lanzó el álbum Back on Track, su primer lanzamiento en solitario en 20 años., BB King participó como invitado en el álbum con la guitarra.  Este fue su primer lanzamiento en el sello discográfico Blind Pig.   Adams escribió ocho de las once pistas,  combinando los tres estilos de gospel, blues y soul.  Las pistas incluyen dos duetos con King ("Got You Next To Me" y "The Long Haul")  ambos compuestos por Adams y Will Jennings.  
En 2004, lanzó Soul of the Blues. 
En septiembre de 2012, lanzó un sencillo de dos canciones llamado "Feet Back in the Door" producido por el músico Keb' Mo', ganador de varios premios Grammy.
En 2019 lanzó un álbum llamado "To Make You Feel Good"
En 2023 lanzó un álbum de larga duración llamado "Kick Up Some Dust".
En el 2023 lanza un sencillo llamado "Last Night" producido por Fernando Perdomo que es un cover del exitoso tema de Morgan Wallen.

## Discografía

### Álbumes
| Título                   | Año  | Sello              |
| ------------------------ | ---- | ------------------ |
| It's Private Tonight     | 1972 | Blue Thumb         |
| Home Brew                | 1975 | Fantasy            |
| Midnight Serenade        | 1977 | Fantasy            |
| I Love Love Love My Lady | 1979 | A&M                |
| Back on Track            | 1999 | Blind Pig          |
| Soul of the Blues        | 2004 | PM                 |
| Stomp the Floor          | 2009 | Delta Groove       |
| Feet Back in the Door EP | 2012 | Kind of Blue Music |
| Kick Up Some Dust        | 2023 | Cleopatra Blues    |
| Last Night Single        | 2023 | Cleopatra Blues    |

### Sencillos registrados
- "You Got the Floor"[11] (1981) – UK #38[12]